# Ibrahim Kolapo Sulu Gambari
Ibrahim Kolapo Sulu Gambari ist ein nigerianischer Jurist. Er ist seit 1995 der 11. Emir von Ilorin. Er war Richter am Nigerianischen Berufungsgericht. Zu den von ihm ausgeübten Funktionen zählt auch die Vizepräsidentschaft der Nigeria Football Association (NFA).
Er ist Kanzler (Chancellor) der Nnamdi Azikiwe Universität (UNIZIK).
Er war einer der 138 Unterzeichner des offenen Briefes Ein gemeinsames Wort zwischen Uns und Euch (engl. A Common Word Between Us & You), den Persönlichkeiten des Islam an „Führer christlicher Kirchen überall“ (engl. „Leaders of Christian Churches, everywhere …“) sandten (13. Oktober 2007).
Er ist ein Cousin des UN-Sondergesandten Ibrahim Gambari.